# Atea
Atea è un comune spagnolo di 206 abitanti situato nella comunità autonoma dell'Aragona.